# 東京丸・京平
東 京丸・京平（あずま きょうまる・きょうへい）は、漫才協会・落語芸術協会所属の漫才コンビ。1972年結成。東京二・京太門下。出囃子は「リパブリック讃歌」（「お玉じゃくしは蛙の子」）。

## メンバー
- 東 京丸（あずま きょうまる、1946年5月5日 - 2021年1月30日[1]）

本名：楠本 賢次郎（くすもと けんじろう）。兵庫県出石郡出石町（現・豊岡市）出身。17歳で上京し、酒井淳之助一座に弟子入りする。結成以前は「ブルドッグいさむ・おさむ」、大空かんだとのコンビで活動していた。
2021年1月30日、心不全のため死去。74歳没。2020年6月10日の浅草演芸ホール夜の部の舞台が最後の寄席出演だった。
- 東 京平（あずま きょうへい、1951年1月7日 - ）

本名：毎田 優（まいた まさる）。鳥取県米子市出身。18歳で上京。結成以前は殺陣師の大内竜生の門下生として切られ役の俳優として活動していた。

## 芸風・来歴
- 当初はツービートや星セント・ルイスと並び、スピーディーな漫才で売り出しており、客をほめたあとにはしごを外す「ヨイショ漫才」を得意としていた。過労がたたり、京丸がうつ病を発症する。引退も考えるが、芸人を続けられることを京平が確信。療養を経て2002年に復帰後、京丸の持ち味だったスピード感はなりを潜め、非常にゆっくりとした話し方・動き方に変わったが、それが持ち味となっている[3]。ナイツに「浅草の面白い師匠」などとネタにされ、注目を集めることとなった。晩年まで浅草東洋館を中心に、テレビ・ラジオ出演もこなしていた。
- （先述の経緯によって）独特な話し方の京丸と、それを意に介さぬ京平が繰り広げるネタ（「もしも○○が××だったら……」と仮定を並べたネタなど）のさなか、突如として「チャチャンチャチャンチャンチャン」というブリッジ[4]をはさむ、間のおかしさが売りとなっている。
- 京丸は京平のことを本名の「毎田さん」と呼ぶことがある。
- おぼん・こぼんを始めとした他のベテラン漫才コンビが、あくまでも相方とは「ビジネスパートナー」の関係に徹し、プライベートではまず行動を共にしないのに対し、京丸・京平は非常にコンビ仲が良いことで知られる。ナイツの塙宣之曰く「漫才協会で一番仲良し」「一緒の電車で帰る」「ずっと二人でキャッキャしている」と言われるほどの仲の良さで、水曜日のダウンタウンで解散ドッキリが行われた際も仕掛けられた京丸が泣きながら解散を思い止まるよう京平を説得したこともあった。

## 略歴
- 1972年10月 - コンビ結成。
- 1978年 - 第26回NHK新人漫才コンクール最優秀賞を受賞。優勝候補という下馬評だったツービートを下しての受賞であった。
- 1979年 - 第7回放送演芸大賞ホープ賞を受賞。
- 1982年 - 『お笑いスター誕生!!』金賞を受賞。
- 1989年 - 真打昇進。
- 2021年1月30日 - 京丸が死去。

## 出演番組

### テレビ番組
- 笑点 日本テレビ
- お笑いスター誕生 日本テレビ
- ザ・テレビ演芸 テレビ朝日
- 年忘れ漫才競演 NHK総合テレビ
- 笑いがいちばん NHK総合テレビ
- 貴方も社長ハイ＆ロー、社長かヒラかハイ＆ロー TBS 京丸のみ（出場者のパートナー）
- アウト×デラックス2014年1月16日、フジテレビ
- 水曜日のダウンタウン2015年7月29日 京丸のみ、2019年2月27日、TBS 解散ドッキリとして出演。

### ラジオ番組
- 真打ち競演（NHKラジオ第1）
- サンデージョッキー（NHKラジオ第1）
- ラジオ寄席（TBSラジオ）

## レコード
- ヨイショ音頭/同カラオケ(ファニーキャットレコード)
- 第一回ヨイショ歌合戦　紅組サイド：東京丸・京平　/同曲　白組サイド：ブービーオービー　(センチュリーレコード)
- THIS IS 東京マンザイ!!!(ミソラレコード/牡牛座)